# 台湾鉄路管理局EMU3000型電車
EMU3000型電車（EMU3000がたでんしゃ）は台湾鉄路管理局（現在の台湾鉄路公司）がの新型都市間輸送用列車。自強号や環島之星を含む客車列車の莒光号、2020年末に電化された南迴線の気動車列車を置き換えるべく合わせて600両が発注され、2021年末から順次投入。

## 概要
2015年以降に策定された台鉄による大型調達計画のうち「新型城際電聯車」（都市間電車列車を意味する）の名目で進められたもの。先代のTEMU1000型やTEMU2000型は1編成8両かつ、車体傾斜方式により2019年までは無座（立席乗車）を認めていなかったため、輸送力確保に難があったことから12両編成に長大化された。従来のモノクラスではなく、1両は日本のグリーン車に相当する商務車（ビジネスクラス）がに割り当てられるほか、4編成48両は観光列車としての用途が計画されている。最優等列車への上位クラス設定は1990年代に1年弱試験的に行われたEMU100型電車以来となる。投入後は自強号のうち、EMU1200型（1987年運用開始）、EMU300型（1989年運用開始）など旧型で運行されている車両が置き換えられる。2021年にグッドデザイン賞をTRAと日立のグループ会社である台湾日立アジアパシフィック社との共同で受賞した。

## 沿革

### 入札
2016年に大筋の仕様が決定し、2018年5月に第1次入札が行われたが、応札企業が初回規定の3社以上に満たなかったため不成立となった。
2018年10月、初回から参加していた日本の日立製作所とスイスのシュタッドラー・レール2社による選考となった。スイスのシュタッドラー・レール社はFLIRTの派生モデルで、スイス国鉄RABe501形電車として採用実績のある自社ブランドSMILEをベースに提案していたが、12月に日立の選出と発注が決定。シュタッドラー側は日立より若干安い価格を提示していたが、台湾高速鉄道や台鉄への納入実績に勝る日立側に軍配が上がる結果となった。
2019年1月、台鉄と日立は正式に調達契約を締結した。12月に仕様が一般公開され、実車は2021年1月に2編成24両を、残り48編成576両は2021-2024年に4分割で投入される。
シュタッドラー側は母国スイスと台湾が山岳地帯であることや、スイスではメーターゲージをはじめとする狭軌路線での実績をもつなどの共通点から、売り込みには自信をみせていたが、アジア初進出は叶わなかった。しかし台鉄が翌年に行った電気機関車（E500型電気機関車）と電気式ディーゼル機関車（R200型ディーゼル機関車）の入札では東芝と受注を分け合い、台湾初進出を果たしている。

### 製造・納入
2020年末を予定していた1次車の受領については新型コロナウイルス流行の影響で引渡が遅れ、営業運転開始予定が2021年2月に延期され、さらに技術者の渡航に支障が生じたため6月の引渡も延期、7月末に花蓮港に上陸することになった。
上陸に先立ち、台鉄側は定期列車としては引退しているEMU100型電車を車両限界測定のために花蓮臨港線へ乗り入れさせたほか、花蓮港駅から分岐している臨港線の支線を花蓮港8号埠頭に延長させ、2021年7月に建築限界確認を兼ねてDR2800型気動車12連を埠頭まで試運転で運行した。
日立側も笠戸事業所で降松神社の神主を招き安全祈願式を執り行った。第1編成を搭載した貨物船は7月30日に花蓮港に入港、同日に陸揚げされた際は交通部長（閣僚）の王国材も立ち会った。
樹林調車場（台北機務段）への回送と、構内試運転を経て、8月19日より本線上での試運転を開始した。

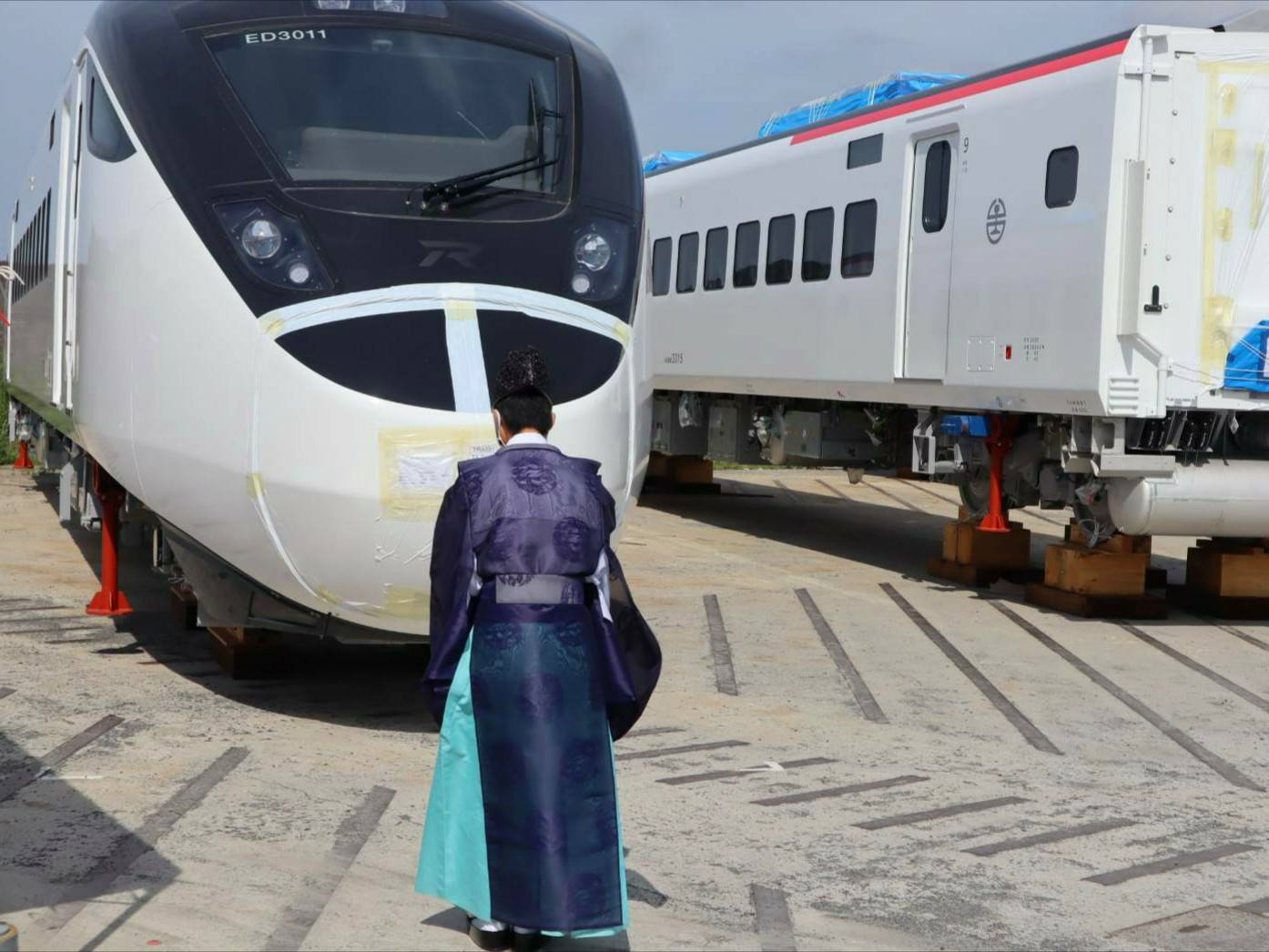
笠戶事業所での安全祈願式（2021年7月21日）
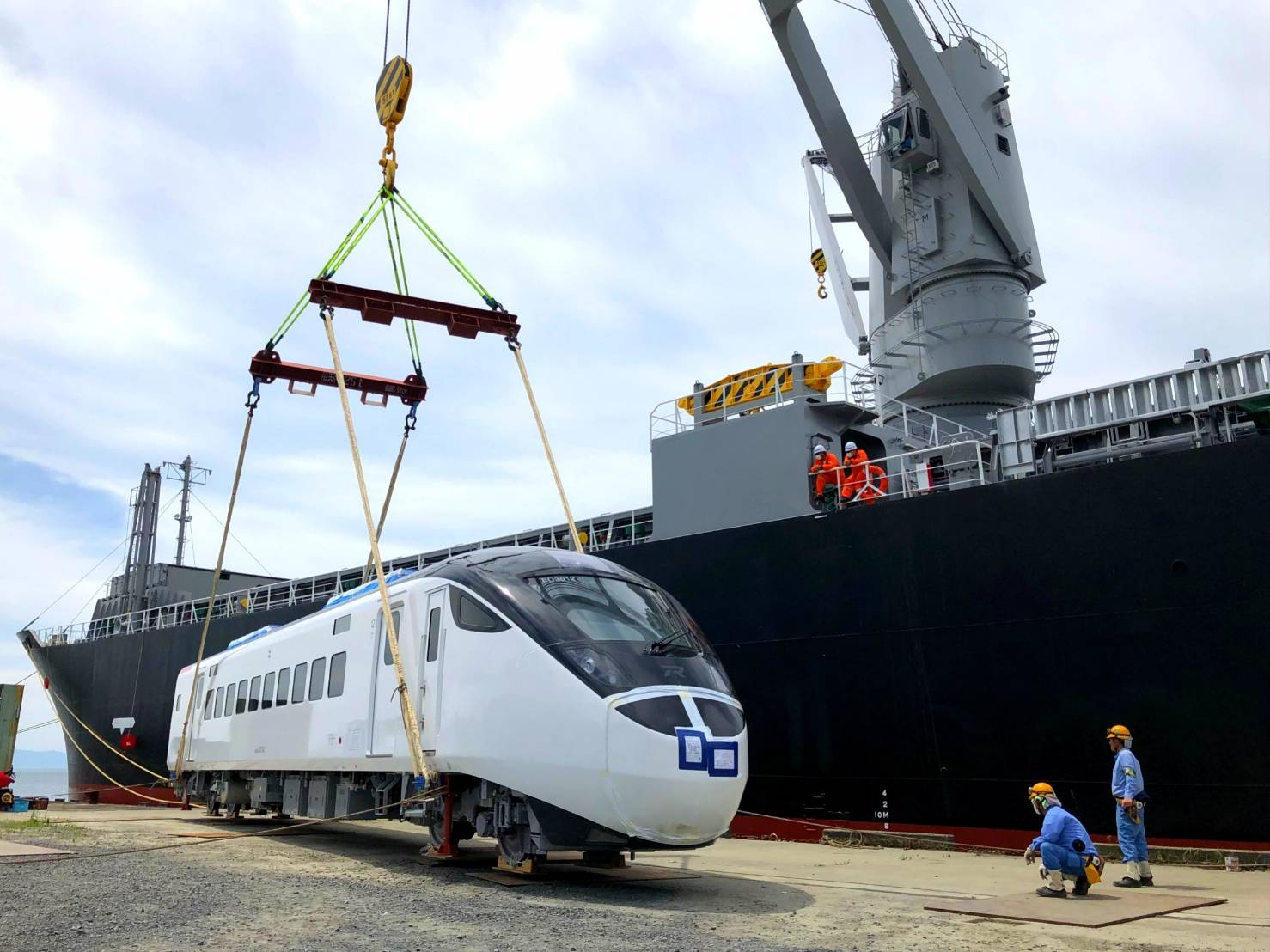
下松港で積み込まれる車両（2021年7月28日）
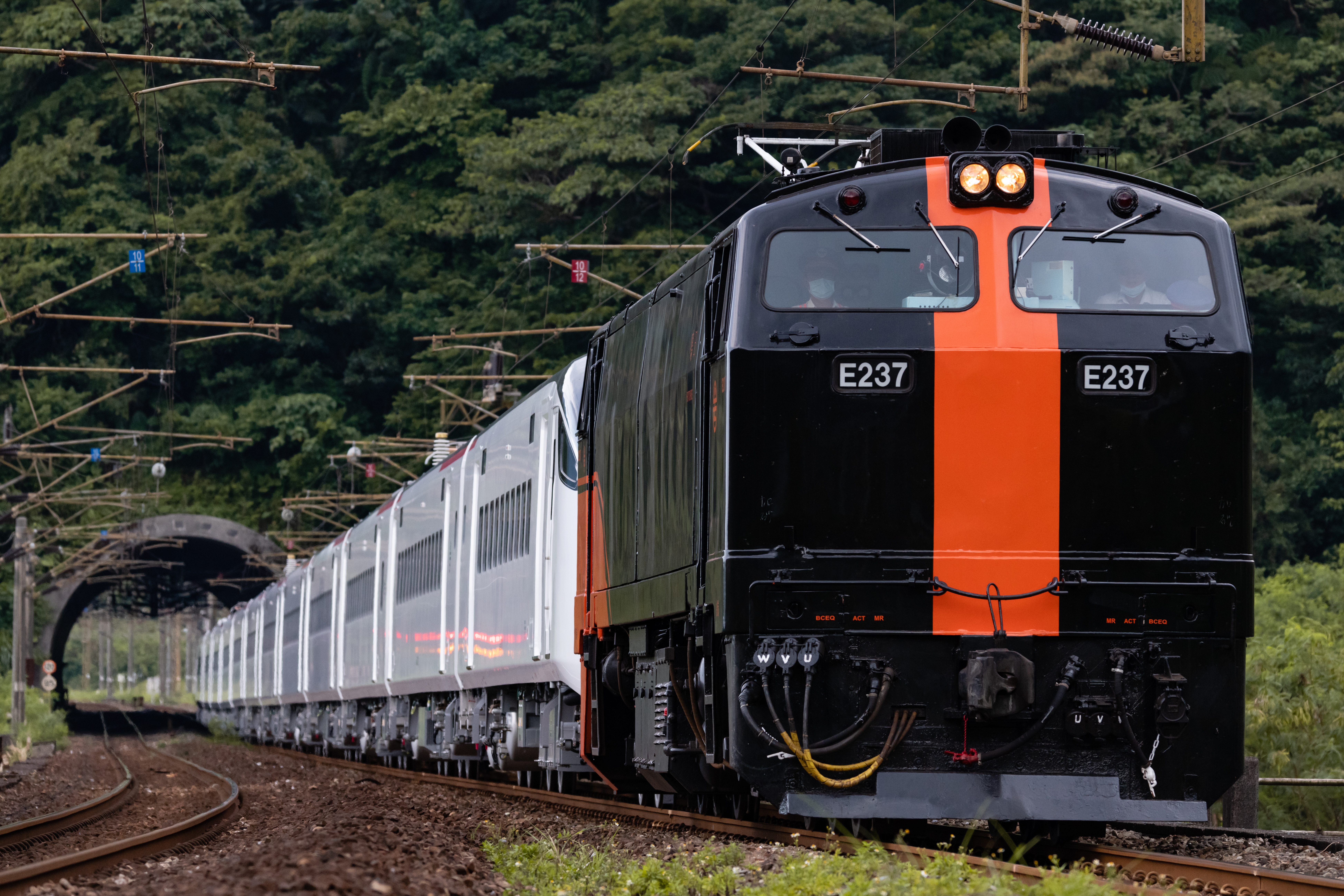
花蓮港から甲種回送中の列車（2021年8月2日）

### 運行開始
台鉄は2021年12月29日のダイヤ改正からTEMU1000型で運行されていた東部幹線の太魯閣号3往復の所要時間を延伸（スピードダウン）して自強号とし、認証を得られ次第EMU3000型に置き換えると発表した。
12月1日、第三者安全認証（IV&V）を書面交付がない形で仮取得し、8日に台東県内で試乗会を開いた。その後、12月21日に営業運転に必須だったIV&Vを正式取得し、26日に要人や地元関係者を招待しての式典と記念列車の運行が行われた。

### 納入・運行概況
日付はいずれも花蓮港陸揚げ日。
2021年
第2編成は9月3日に陸揚げされた。2021年内に納入予定だった最後の第6編成も12月6日に、第7編成は12月29日に陸揚げされている
2022年
第8編成（3月2日）、第9編成（3月11日）、第10編成（4月6日）、第11編成（4月16日）、第12編成（4月27日）。
2021年12月29日改正では3編成が、2022年3月29日改正では4編成が追加投入されている。
2024年8月6日、最後の50編成の引き渡し式が行なわれ、全600輌が揃った。

## 商務車

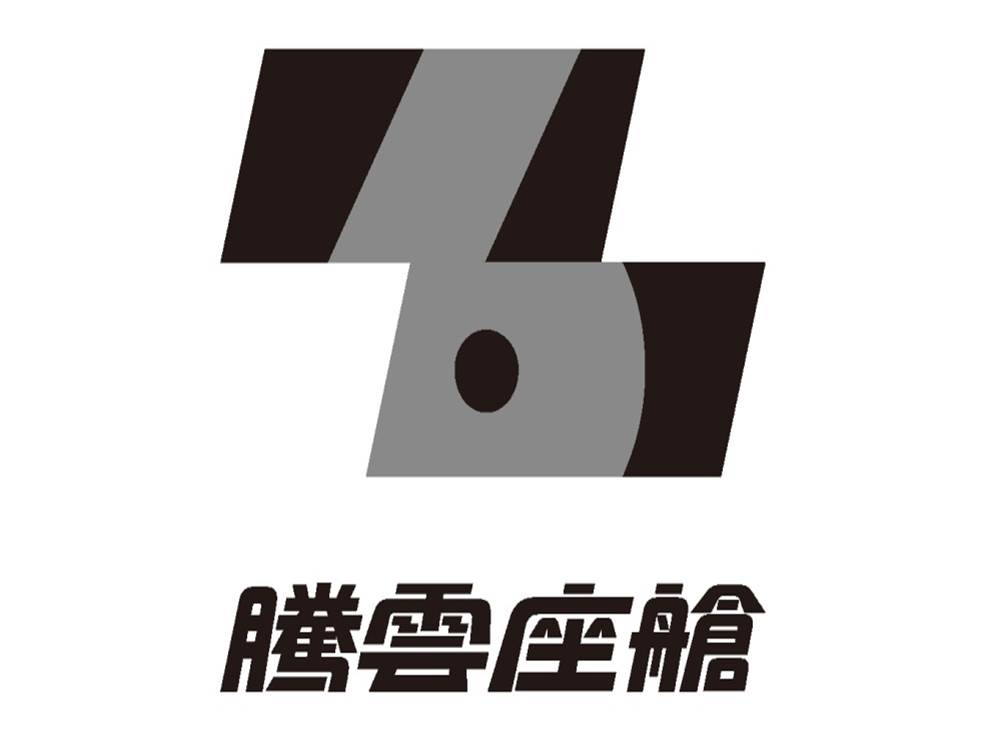
騰雲座艙ロゴ

台鉄は2021年11月13日、商務車（ビジネスクラス，日本のJRでグリーン車に相当）の正式名称を「騰雲座艙」とすること、その運賃（飲食各1品込みで自強号普通車の約1.4倍から2.2倍（距離に応じ異なり、短距離ほど割高）、50km以内の区間は発売しないこと、飲食物は前日17時までは座席指定と同時に4種の飲み物と5種の食べ物からそれぞれひとつ選んで予約し、その後は当日在庫があるものを提供することなどとともに、12月29日正式運行を始めると改めて発表した。
本形式により運行される自強号では満席時の無座票（立席券）の発売、ICカードや定期券による乗車は認められないが、12両編成の輸送力（座席定員）は536人あり、TEMU1000型やTEMU2000型各8両編成の着席376人を上回る。専属の乗務員による客室サービスを提供するため、担当従業員はチャイナエアラインでの訓練を受けている。
2022年末に登場が予定されている観光列車仕様では、商務車内にカウンターバーのスペースが追加される見込み。

## 仕様

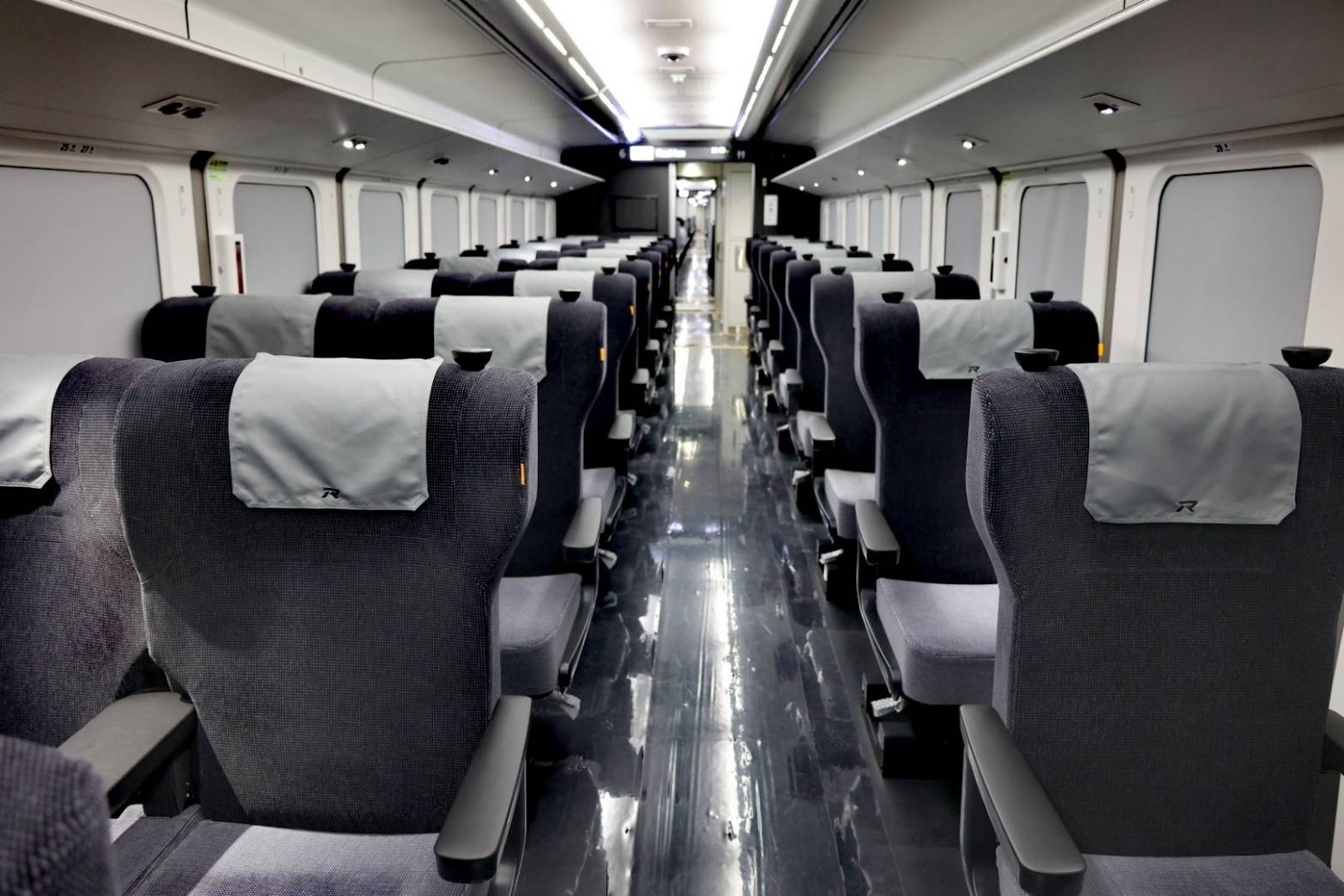
商務車車内

普通車車内

動力車と無動力車の比率（MT比）は1:1の6M6Tを予定し、全車両にWi-Fiおよび大型手荷物置き場、全座席にコンセントおよびUSB充電設備が装備される。商務車は1+2アブレスト。
従来は垢抜けないデザインが主流だった台鉄が2019年に立ち上げた「台鉄美学」チームが外部デザイナーと連携し、鳴日号（観光列車の一種）やEMU900型電車（通勤型電車）に次いで新コンセプトでの設計を試みた列車の第3弾となり、従来の暖色系統から白黒のモノトーンをベースにしたものに一新された。先頭形状は同社A-trainの一派でイギリスで「Azuma」として運用されているイギリス鉄道クラス800に準じた設計となっている。
主変換装置は日立製2レベルPWMコンバータ + SiCハイブリッドモジュール適用のIGBT素子2レベルVVVFインバータ制御（CII-HR1420F）で、静止形インバータ（SIV）・パンタグラフは東洋電機製造（PT-7183A）が納入している。
投入後早くも一般車の座席のリクライニング角度調整が改良事項として実施される予定。
2024年4月、座席の座り心地が乗客から不評であるとして、3年毎の定期検査の際に座席を新設計のものに交換されると報道された。
|          |          | ← 屏東、高雄方面 花蓮、台東方面 → |                     |                     |                     |                     |                                                                    |                     |                     |                     |                     |                     |                     |
| 号車     | 号車     | 1                                 | 2                   | 3                   | 4                   | 5                   | 6                                                                  | 7                   | 8                   | 9                   | 10                  | 11                  | 12                  |
| 集電装置 | 集電装置 |                                   |                     | ＞                  |                     |                     |                                                                    | ＞                  |                     |                     | ＜                  |                     |                     |
| 型式     | 型式     | 45ED3XX1 (Tc)                     | 45EM3XX1 (M)        | 45EP3XX1 (Tp)       | 45EM3XX2 (M)        | 45ET3XX1 (T)        | 45EM3XX3 (Ms)                                                      | 50EP3XX2 (Tp)       | 45EM3XX4 (M)        | 45EM3XX5 (M)        | 45EP3XX3 (Tp)       | 45EM3XX6 (M)        | 45ED3XX2 (Tc)       |
| 座席     | 座席     | 指定席                            | 指定席              | 指定席              | 指定席              | 指定席              | 商務車(一般仕様)/ カウンターバーのスペース付き指定席(観光列車仕様) | 指定席              | 指定席              | 指定席              | 指定席              | 指定席              | 指定席              |
| 定員     | 定員     | 40                                | 52                  | 38                  | 52                  | 52                  | 30                                                                 | 26                  | 52                  | 52                  | 52                  | 52                  | 40                  |
| 客室設備 | 客室設備 | ,                                 | ,                   | ,                   | ,                   | ,                   | ,                                                                  | ,                   | ,                   | ,                   | ,                   | ,                   | ,                   |
| 機器構成 | 機器構成 | EDC                               | EM1                 | EP2W                | EM2                 | ET                  | EMB                                                                | EP1                 | EM2W                | EM2                 | EP1                 | EM1                 | EDC                 |
| 車番     | 納入済   | 45ED3011 : 45ED3301               | 45EM3011 : 45EM3301 | 45EP3011 : 45EP3301 | 45EM3012 : 45EM3302 | 45ET3011 : 45ET3301 | 45EM3013 : 45EM3303                                                | 50EP3012 : 50EP3302 | 45EM3014 : 45EM3304 | 45EM3015 : 45EM3305 | 45EP3013 : 45EP3303 | 45EM3016 : 45EM3306 | 45ED3012 : 45ED3302 |
| 車番     | 納入予定 | 45ED3311 : 45ED3501               | 45EM3311 : 45EM3501 | 45EP3311 : 45EP3501 | 45EM3312 : 45EM3502 | 45ET3311 : 45ET3501 | 45EM3313 : 45EM3503                                                | 50EP3312 : 50EP3502 | 45EM3314 : 45EM3504 | 45EM3315 : 45EM3505 | 45EP3313 : 45EP3503 | 45EM3316 : 45EM3506 | 45ED3312 : 45ED3502 |

## 受賞歴
- 2021年
  -  グッドデザイン・ベスト100（日本デザイン振興会）[54]
- 2022年
  -  iFデザイン賞（インダストリー・フォーラム・デザイン（英語版））[55][56]

### 註釈
1. ↑  EMU300型は2021年4月に発煙事故など故障が相次いだため本型式投入を待たずに定期列車としての運用が停止された[7]。
2. ↑  台鉄の発表文には社員からの公募により命名したとあるだけで由来は明らかになっていないが、1888年2月台湾に初めて輸入された第1号機関車を、初代台湾巡撫の劉銘傳が「騰雲一號」と名付けた故事があり、その後同機関車は「騰雲號」と呼ばれている。